# Дархани, Фаиза
Фаиза Дархани (род. около 1992, Афганистан) — афганский эколог, активистка за права женщин и педагог. В 2021 году она вошла в список 100 женщин Би-би-си. Дархани — одна из немногих учёных, изучающих изменение климата в Афганистане. Была директором Национального агентства по охране окружающей среды в провинции Бадахшан.
Фаиза училась в Бадахшанском университете; затем в Университете Путра Малайзия, где получила степень магистра наук в области ландшафтной архитектуры. Её исследования сосредоточены на устойчивом управлении городскими ландшафтами и взаимосвязи между городским сельским хозяйством и продовольственной безопасностью.